# Dordtsche Kunstpotterij

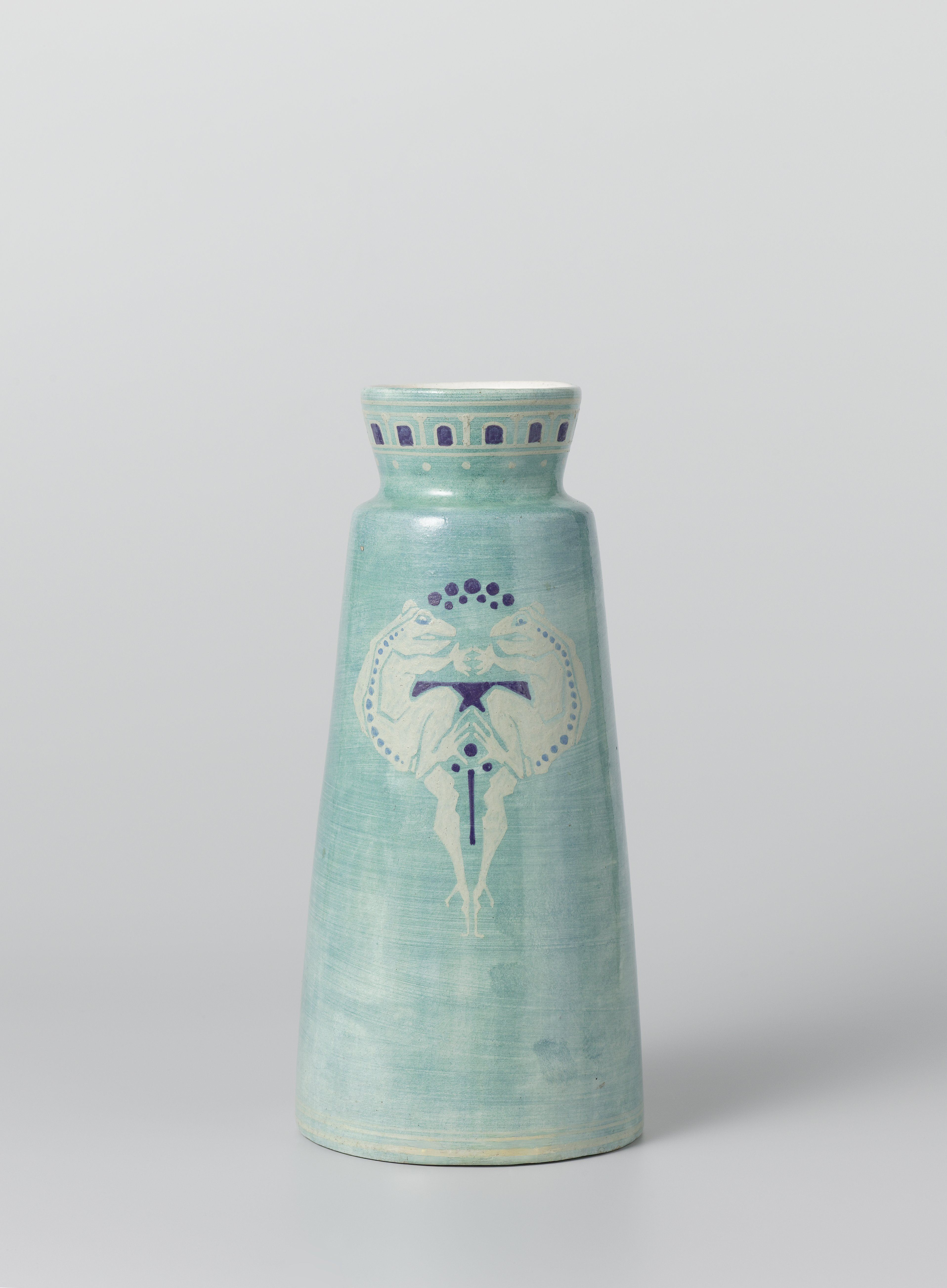
vaas beschilderd met twee naar elkaar toegewende kameleons

De Dordtsche Kunstpotterij (DKP) (1903–1908) was een aardewerkfabriek in de Nederlandse stad Dordrecht.
Cornelis de Bruin, afkomstig van De Distel, was artistiek leider.
Later was ook plateelschilder Jan van de Vet hier werkzaam.